# Villarepos
Villarepos (appelée Ruppertswil en allemand ; Velârèpou  en patois fribourgeois) est une ancienne commune suisse du canton de Fribourg, située dans le district du Lac. Depuis la fusion intervenue le 1er janvier 2017, cette localité fait partie de la commune de Courtepin.

## Géographie
Selon l'Office fédéral de la statistique, Villarepos mesure 476 ha. 8,1 % de cette superficie correspond à des surfaces d'habitat ou d'infrastructure, 58,1 % à des surfaces agricoles et 33,9 % à des surfaces boisées.

## Démographie
Selon l'Office fédéral de la statistique, Villarepos comptait 611 habitants en 2022. Sa densité de population atteint 128 hab./km2.
Le graphique suivant résume l'évolution de la population de Villarepos entre 1850 et 2008 :